# Лениг, Георг

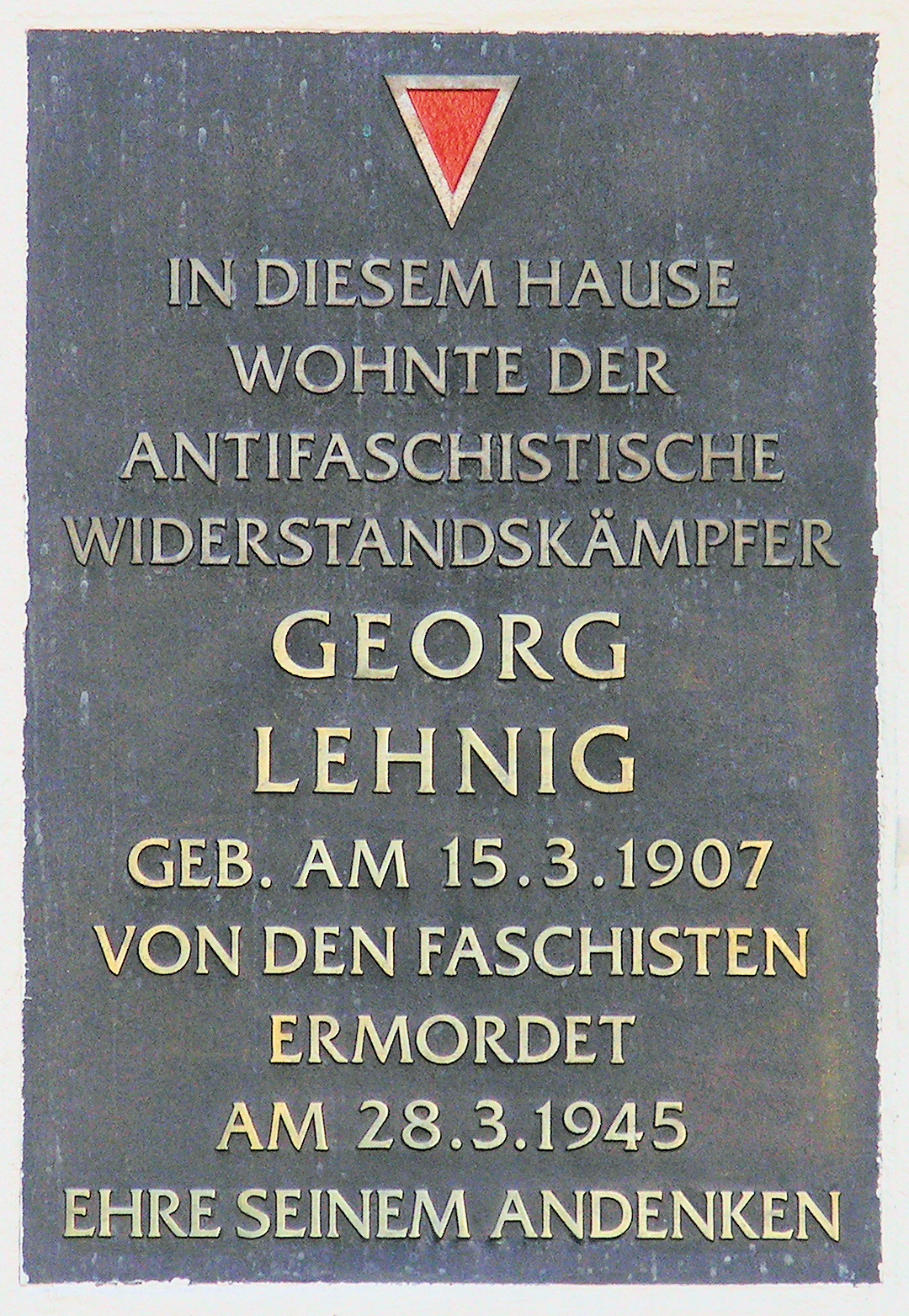
Памятная доска на доме в Лихтенберге, где проживал Георг Лениг

Гео́рг Ле́ниг (нем. Georg Lehnig; 15 марта 1907, Берлин — 28 марта 1945, Бранденбург-на-Хафеле) — немецкий коммунист, участник движения Сопротивления.

## Биография
Механик и столяр по профессии, уроженец Лихтенберга Георг Лениг в юности состоял в Коммунистическом союзе молодёжи Германии, в 1927 году вступил в Коммунистическую партию Германии. Провёл девять месяцев в СССР. По возвращении Лениг по поручению партии работал инструктором и курьером в Восточной Пруссии и Литве. В 1933 году был арестован в Кёнигсберге и помещён в концентрационный лагерь. В отсутствие доказательств был освобождён из заключения, работал на кабельном заводе и участвовал в сопротивлении национал-социализму, распространяя листовки, адресованные иностранцам, занятым на принудительных работах.
Георг Лениг входил в группу сопротивления Антона Зефкова. Его сын Хорст дезертировал из вермахта. Лениг предоставил в своей квартире убежище разыскивавшемуся гестапо антифашисту Паулю Хинце. В апреле 1944 года оба были арестованы. 11 января 1945 года Георг Лениг был приговорён к смертной казни. Приговор был приведён в исполнение в Бранденбургской тюрьме. Похоронен на Центральном кладбище Фридрихсфельде. В 1962 году именем Георга Ленига названа улица в берлинском округе Лихтенберг. На доме, где жил Лениг, установлена памятная доска.